# 滝山町 (八王子市)
滝山町（たきやままち）は、東京都八王子市の地名。現行行政地名は滝山町一丁目および滝山町二丁目。住居表示未実施区域。郵便番号は192-0011（八王子郵便局管区）。

## 地理
八王子市北部の丘陵地帯にあり、谷地川や滝山街道・新滝山街道が南北を分断し、東端を国道16号（東京環状）が通る。北端は昭島市の多摩川河川敷と接し、南端は中央自動車道まで達している。東で丸山町、南東で左入町、南で暁町、西で丹木町・梅坪町・谷野町、北で昭島市拝島町と隣接する。滝山街道沿いが住宅地となっている他は、全体的に畑が多い。

### 河川
- 谷地川

### 地価
住宅地の地価は、2014年（平成26年）1月1日の公示地価によれば、滝山町2丁目468番7外の地点で7万6400円/m2となっている。

## 歴史

### 沿革
- 1889年（明治22年）4月1日 - 町村制施行により、神奈川県南多摩郡滝山村が留所村、北大沢村、本丹木村、中丹木村、八日市村、横山村、左入村、梅坪村、谷野村、宮下村、戸吹村、高月村と合併し加住村が成立する。
- 1955年（昭和30年）4月1日 - 加住村が八王子市へ編入。
- 1956年（昭和31年）10月1日 - 旧加住村大字滝山の一部および八日市・横山の区域が滝山町となる。
- 1977年（昭和52年）2月1日 - 国道16号線以東を丸山町に編入。
- 1977年（昭和52年）10月1日 - 中央自動車道以南を暁町三丁目に編入。
- 2007年（平成19年）4月1日 - 東京都最初の道の駅「道の駅八王子滝山」が開駅。

## 世帯数と人口
2017年（平成29年）12月31日現在の世帯数と人口は以下の通りである。
| 丁目         | 世帯数    | 人口    |
| ------------ | --------- | ------- |
| 滝山町一丁目 | 602世帯   | 828人   |
| 滝山町二丁目 | 425世帯   | 643人   |
| 計           | 1,027世帯 | 1,471人 |

## 小・中学校の学区
市立小・中学校に通う場合、学区は以下の通りとなる。
| 丁目         | 番地                                   | 小学校                 | 中学校                 | 通学許可校                                    |
| ------------ | -------------------------------------- | ---------------------- | ---------------------- | --------------------------------------------- |
| 滝山町一丁目 | 514〜552番地 554〜587番地              | 八王子市立中野北小学校 | 八王子市立甲ノ原中学校 |                                               |
| 滝山町一丁目 | 473〜498番地 501〜513番地 799〜808番地 | 八王子市立加住小学校   | 八王子市立加住中学校   | 八王子市立中野北小学校 八王子市立甲ノ原中学校 |
| 滝山町一丁目 | その他                                 | 八王子市立加住小学校   | 八王子市立加住中学校   |                                               |
| 滝山町二丁目 | 全域                                   | 八王子市立加住小学校   | 八王子市立加住中学校   |                                               |

## 交通

### 道路・橋梁
- 国道16号（東京環状）
- 国道411号（滝山街道）
- 東京都道166号瑞穂あきる野八王子線（ひよどり山トンネル）
- 東京都道169号淵上日野線（新滝山街道）

### バス
- 西東京バス
  - 京王八王子駅〜滝山1丁目〜純心女子学園・杏林大学
  - 拝島駅〜西武滝山台〜純心女子学園

## 施設

### 行政
- 東京運輸支局八王子自動車検査登録事務所（滝山町一丁目）

### 教育
- 東京純心大学（滝山町二丁目）
- 東京純心女子中学校・高等学校（滝山町二丁目）

### 企業
- スーパーアルプス本部（滝山町二丁目）

### 神社・寺院
- 八雲神社（滝山町一丁目）
- 宗徳寺（滝山町一丁目）
- 少林寺（滝山町二丁目）

### その他
- 道の駅八王子滝山（一丁目）